# Episodi di Craig (quinta stagione)
La quinta stagione della serie animata Craig viene trasmessa negli Stati Uniti, da Cartoon Network, dal 10 luglio 2023 al 25 gennaio 2025.
In Italia la stagione è trasmessa dal 4 settembre 2023 al 8 novembre 2024 su Cartoon Network.
| n° | Titolo originale              | Titolo italiano               | Prima TV USA    | Prima TV Italia   |
| -- | ----------------------------- | ----------------------------- | --------------- | ----------------- |
| 1  | Who Is the Red Poncho?        | Chi è il Poncho Rosso?        | 10 luglio 2023  | 4 settembre 2023  |
| 2  | The Once and Future King      | La nascita di una leggenda    | 10 luglio 2023  | 5 settembre 2023  |
| 3  | War of the Pieces             | L'ultimo cubo                 | 11 luglio 2023  | 12 settembre 2023 |
| 4  | War of the Pieces             | L'ultimo cubo                 | 11 luglio 2023  | 12 settembre 2023 |
| 5  | A League of Maya's Own        | Il cubo di Maya               | 12 luglio 2023  | 6 settembre 2023  |
| 6  | The Cheese Stands Alone       | Solo contro tutti             | 12 luglio 2023  | 7 settembre 2023  |
| 7  | The Team Up                   | La tregua                     | 13 luglio 2023  | 8 settembre 2023  |
| 8  | Putting Together the Pieces   | Unire i cubi                  | 13 luglio 2023  | 11 settembre 2023 |
| 9  | Heart of the Forest           | Il cuore della foresta        | 14 luglio 2023  | 13 settembre 2023 |
| 10 | Heart of the Forest           | Il cuore della foresta        | 14 luglio 2023  | 13 settembre 2023 |
| 11 | Rise and Shine                | I mattinieri                  | 1 giugno 2024   | 28 ottobre 2024   |
| 12 | Sleeptalk JP                  | JP il sonnambulo              | 8 giugno 2024   | 29 ottobre 2024   |
| 13 | Toman's House                 | A Casa di Toman               | 15 giugno 2024  | 30 ottobre 2024   |
| 14 | Whose Dimension Is It Anyway? | Viaggio tra dimensioni        | 22 giugno 2024  | 31 ottobre 2024   |
| 15 | Dude,Where's My Bobby         | La barretta super dolce       | 29 giugno 2024  | 1 novembre 2024   |
| 16 | Slumber Party                 | Il pigiama party              | 6 luglio 2024   | 4 novembre 2024   |
| 17 | The Elders of the Creek       | Gli anziani del Ruscello      | 4 gennaio 2025  | 8 novembre 2024   |
| 18 | JP's Bucket List              | Le idee di JP                 | 11 gennaio 2025 | 7 novembre 2024   |
| 19 | The Little Warrior            | La piccola guerriera          | 18 gennaio 2025 | 6 novembre 2024   |
| 20 | See You Tomorrow at the Creek | Ci vediamo domani al Ruscello | 25 gennaio 2025 | 5 novembre 2024   |